# Alfred Reroń
Alfred Reroń (ur. 1941, zm. 19 grudnia 2021) – polski ginekolog, profesor nauk medycznych.

## Życiorys
Był absolwentem Wydziału Lekarskiego Akademii Medycznej w Krakowie, w 1974 r. obronił pracę doktorską, w 1996 r. habilitował się na podstawie pracy zatytułowanej Psychomedyczne uwarunkowania operacyjnego leczenia mięśniaków macicy. W 2005 r.  uzyskał tytuł profesora nauk medycznych. 
Pracował w Katedrze Ginekologii i Położnictwa na Wydziale Lekarskim Collegium Medicum Uniwersytetu Jagiellońskiego.

## Odznaczenia i wyróżnienia
- 2017: Srebrny Medal „Plus ratio quam vis”[3][5]
- 2017: Odznaka „Honoris Gratia”[5]
- Medal Komisji Edukacji Narodowej[3][5]